# Donkey Kong (serie)
Donkey Kong (ドンキーコング?, Donkī Kongu) è una serie di videogiochi che hanno come protagonista Donkey Kong.

Logo della serie

Il personaggio principale della serie compare per la prima volta nel videogioco omonimo del 1981, insieme a Mario. Il videogioco arcade ha ricevuto due seguiti, Donkey Kong Jr. e Donkey Kong 3, e una conversione per Game Boy. Da questa serie è nato il franchise di Mario.
Nel 1994 Rare sviluppa Donkey Kong Country per Super Nintendo, che introduce il personaggio di Diddy Kong, comprimario della serie.

## Videogiochi

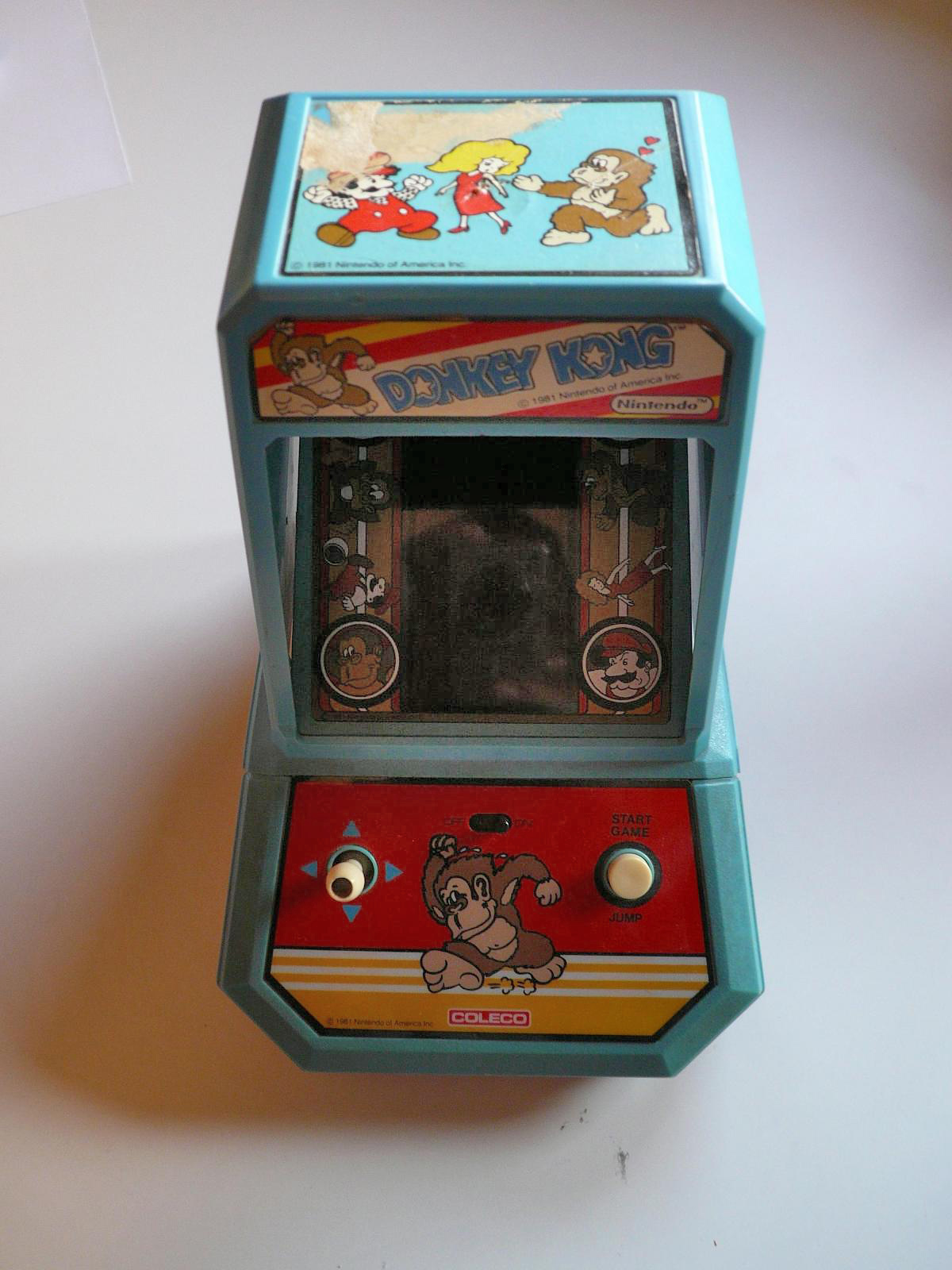
Conversione di Donkey Kong effettuata da Coleco (1982)

### Serie principale

#### Arcade
- Donkey Kong (1981)
- Donkey Kong Jr. (1982)
- Donkey Kong 3 (1983)

#### Donkey Kong Country
- Donkey Kong Country (1994)
- Donkey Kong Country 2: Diddy's Kong Quest (1995)
- Donkey Kong Country 3: Dixie Kong's Double Trouble! (1996)
- Donkey Kong Country Returns (2010)
- Donkey Kong Country: Tropical Freeze (2014)

#### Donkey Kong Land
- Donkey Kong Land (1995)
- Donkey Kong Land 2 (1996)
- Donkey Kong Land III (1997)

#### Altro
- Donkey Kong (1994)
- Donkey Kong 64 (1999)
- Donkey Kong Jungle Beat (2004)
- Donkey Kong Bananza (2025)

### Spin-off

#### Mario vs. Donkey Kong
- Mario vs. Donkey Kong (2004)
- Mario vs. Donkey Kong 2: La Marcia dei Minimario (2006)
- Mario vs. Donkey Kong: Minimario alla riscossa (2009)
- Mario vs. Donkey Kong: Parapiglia a Minilandia (2010)
- Mario and Donkey Kong: Minis on the Move (2013)
- Mario vs. Donkey Kong: Tipping Stars (2015)
- Mini Mario & Friends: Amiibo Challenge (2016)

#### Donkey Konga
- Donkey Konga (2003)
- Donkey Konga 2 (2004)
- Donkey Konga 3 (2005)

#### Racing
- Diddy Kong Racing (1997)
- Donkey Kong Jet Race (2007)
- Diddy Kong Racing DS (2007)

#### Altro
- Donkey Kong Jr. Math (1983)
- DK King of Swing (2005)
- Donkey Kong: Jungle Climber (2007)

## Personaggi
Donkey Kong, protagonista della serie di videogiochi, è un enorme e muscoloso gorilla che vive in una giungla al centro di un'isola. Porta sempre una cravatta rossa con sopra le iniziali "DK". Molti degli altri personaggi sono gorilla o scimmie.

## Cartone animato
Nel 1996 viene prodotta una serie animata di 40 episodi che ripercorre le vicende del videogioco Donkey Kong Country.